# Léopold Sédar Senghor : Négritude ou Servitude ?
Léopold Sédar Senghor: Négritude ou Servitude? est le premier livre de Marcien Towa. Il a été publié aux éditions CLE à Yaoundé, en 1971. Ce livre est en grande partie issu de sa Thèse de Doctorat de troisième cycle intitulée « Qu'est-ce que la Négritude ? ». Marcien Towa y développe une vive critique de Senghor et appelle à distinguer la négritude de ce dernier de celle de son ami et compagnon, Aimé Césaire.